# Ahmad Džabarí
Ahmad Saíd Chalíl al-Džabarí (arabsky: أحمد الجعبري‎; 1960 – 14. listopadu 2012) byl velitel brigád Izz ad-Dína al-Kassáma, vojenského křídla palestinského teroristického hnutí Hamás, a vysoce postavený představitel této organizace. Džabarí byl přímo zodpovědný za řadu teroristických útoků proti Izraeli a rovněž nařídil únos izraelského vojáka Gilada Šalita. V listopadu 2012 byl zabit v Pásmu Gazy, když izraelská raketa zasáhla jeho automobil.

## Biografie
Narodil se ve městě Gaza v Pásmu Gazy do rodiny arabských uprchlíků z Hebronu a v témže městě vystudoval bakalářský obor historie na Islámské univerzitě. Během studií se stal členem palestinského hnutí Fatah. V roce 1982 byl zatčen izraelskými bezpečnostními složkami a třináct let vězněn za účast na teroristických útocích proti Izraeli a za jejich plánování. Během svého věznění měl blízko k Muslimskému bratrstvu a seznámil se s řadou vysoce postavených představitelů a zakladatelů islamistického hnutí Hamás, včetně jeho pozdějšího vůdce Abd al-Azíze Rantísího. Vzhledem k tomu, že Džabarí odmítl podepsat závazek, podle něhož by vzdal teroristických aktivit vůči Izraeli, nebyl propuštěn spolu s bývalými kolegy z Fatahu v době izraelsko-palestinských mírových jednání, která vyústila v mírové dohody z Osla. Propuštěn byl nakonec v lednu 1995 a v té době již byl členem Hamásu.
Po propuštění měl nejprve na starosti péči o propuštěné vězně, následně fundraising, a postupně stoupal ve vojenském křídle hnutí. V roce 1996 byl zapojen do bombových teroristických útoků, jež si vyžádaly životy 59 Izraelců, které Hamás podnikl v reakci na izraelský atentát na Jahjá Ajjáše, který měl na starosti výrobu bomb. O dva roky později byl v říjnu 1998 zapojen do bombového útoku na školní autobus v izraelské osadě Kfar Darom v Pásmu Gazy, při kterém zahynuly dvě izraelské děti. Džabáriho následně zatkly bezpečnostní síly Palestinské samosprávy. Ve vězení ve městě Gaza se setkal s Rantísím, který z něj udělal spojku mezi vojenským křídlem hnutí a jeho duchovním vůdcem šejchem Ahmedem Jásinem. Z vězení byl Džabarí propuštěn koncem roku 1999 a následně se opět vrátil ke svým dřívějším aktivitám.
Během druhé intifády se v září 2002 stal operačním velitelem brigád Izz ad-Dína al-Kassáma (hlavního vojenského křídla hnutí Hamás) poté, co byl při izraelském leteckém útoku vážně zraněn jejich dosavadní velitel Mohamed Deif. V roce 2004 se Izrael pokusil Džabarího zabít v rámci tzv. mimosoudní likvidace, ale při neúspěšném leteckém útoku zahynul jeho nejstarší syn, bratr a tři jeho bratranci.
V červnu 2006 vyslal Džabarí do Izraele komando, které zabilo dva izraelské vojáky a zajalo vojína Gilada Šalita. O rok později byl Džabarí jedním z vůdců vnitropalestinského převratu v Pásmu Gazy vedeném Hamásem proti hnutí Fatah. Během izraelské operace Lité olovo v prosinci 2008 byl Džabarího dům zničen při izraelském leteckém útoku. V září 2010 Džabarí hrozil zintenzivněním útoků proti Izraeli s cílem narušit tak izraelsko-palestinský mírový proces. Mimo jiné tehdy prohlásil: „S mocí víry, zbraní a střel, tunelů a komand, dosáhneme vítězství za Palestinu a ukončíme též okupaci Gazy.“
Džabarí měl mimo jiné na starosti věznění izraelského vojáka Šalita a osobně se podílel na jednání o výměně vězňů, v jejímž rámci byl nakonec Izraelec propuštěn. Výměna proběhla v říjnu 2011 a Izrael v jejím rámci za svého vojáka propustil 1027 palestinských vězňů. Džabarí Šalita osobně eskortoval na hraniční přechod Rafáh s Egyptem.
Džabarí byl zabit 14. listopadu 2012 při izraelském leteckém útoku, který byl proveden ve spolupráci izraelského letectva a zpravodajské služby Šin Bet. Atentát na jeho osobu byl jednou ze součástí izraelské ofenzivy (operace Pilíř obrany) proti teroristickým hnutím v Pásmu Gazy, která v předchozích dnech a týdnech ostřelovala jih Izraele raketami. Palestinská hnutí v reakci na jeho smrt zintenzivnila ostřelování Izraele.